# Список персонажей Monogatari

Слева направо: Синобу Осино, Надэко Сэнгоку, Суруга Камбару, Маёй Хатикудзи, Хитаги Сэндзёгахара, Цубаса Ханэкава, Цукихи Арараги, Карэн Арараги, Ёцуги Ононоки, Оги Осино

Список персонажей серии лайт-новел Monogatari японского писателя Нисио Исина. Так как почти каждый персонаж является главным по крайней мере в одном из томов, второстепенные и эпизодические персонажи практически отсутствуют. Персонажей можно условно разделить по хронологии появления в сюжете

## Главные персонажи
Коёми Арараги (яп. 阿良々木 暦 Арараги Коёми) — основной персонаж романа, ученик выпускного класса старшей школы. По собственному утверждению не особо преуспевает по школьным дисциплинам (за исключением математики). Во время весенних каникул (событие, предшествующее первому тому романа) подвергся нападению вампира и сам стал одним из них. Хотя Арараги с помощью Мэмэ Осино смог вернуть себе человеческий облик, у него сохранились некоторые свойства присущие вампирам — он прекрасно видит в темноте, его глаза становятся красными, когда он сердится, его раны заживают с огромной скоростью, не оставляя следа. События, произошедшие во время весенних каникул, наложили на него глубокий отпечаток — он считает невозможным для себя отвернуться от человека, попавшего в беду. Узнав о проблеме Хитаги Сэндзёгахары, он сделал всё возможное, чтобы помочь ей (несмотря на то, что она совсем не просила о помощи и даже угрожала ему расправой). В финале главы Хитаги признаётся ему в любви и они начинают встречаться. Несмотря на симпатии со стороны остальных женских персонажей, всегда остаётся верен Хитаги. Считает, что у него напряжённые отношения с сёстрами, хотя сами сёстры так не думают, к тому же порой эти отношения принимают аморальный характер.
Сэйю: Хироси Камия
Хитаги Сэндзёгахара (яп. 戦場ヶ原 ひたぎ Сэндзё:гахара Хитаги) — главная героиня романа, в частности главы «Краб Хитаги», одноклассница Арараги, красивая девушка со «слабым здоровьем». Все три года старшей школы проучилась с Арараги в одном классе не обменявшись с ним ни единым словом (как, впрочем, и ни с кем другим из своих одноклассников). Во время каникул между средней и старшей школой повстречала таинственного краба, который, по её утверждению украл у неё вес. В результате Хитаги Сэндзёгахара, девушка с нормальными габаритами стала весить всего пять килограммов. После этого она стала избегать любых физических контактов, бросила спорт (в средней школе Хитаги была звездой легкоатлетической команды).

Коёми Арараги

Детство Хитаги было тяжёлым. Она была тяжело больна, но выжила благодаря серьёзному хирургическому вмешательству. Её тяжёлое состояние отразилось на психике матери, которая стала искать помощи извне. Будучи обманутой Дэйсю Кайки, мать Хитаги попала в секту, что постепенно стало разрушать семью. После инцидента, когда один из высокопоставленных членов секты едва не изнасиловал её дочь, мать ушла из семьи, оставив большие долги отцу Хитаги.
Как правило разговаривает оскорбительным тоном, как будто стараясь вывести из себя терпеливого Коёми (своего единственного собеседника). Обладает странной способностью будто из воздуха извлекать разнообразные канцелярские принадлежности и использовать их в качестве оружия. Совершенно серьёзно называет себя цундэрэ и старается полностью соответствовать этому аниме-архетипу. После «исцеления» постепенно превращается в жизнерадостную девушку какой она была до «болезни». В главе «Улитка Маёй» начинает встречаться с Арараги. Любит подшучивать над Коёми и ставить его в неловкое положение. Первое время практически не выражает никаких эмоций, за исключением наигранных эмоций, выражающих сарказм.
Сэйю: Тива Сайто
Синобу Осино (яп. 忍野 忍 Осино Синобу) — главная героиня серии и спутница Коёми. На вид девочка 8 лет, хотя на самом деле, по её собственному признанию, ей уже более 500 лет. Настоящее имя — Киссшот Ацеролаорион Хартандерблейд (яп. キスショット・アセロラオリオン・ハートアンダーブレード, англ. Kiss-shot Acerola-orion Heart-under-blade). Некогда была могущественным вампиром, который и превратил Коёми в своего подчиненного. После событий главы «Вампир Коёми» осталась в ослабленном состоянии без своих сил и прежней личности. Жила с Мэмэ Осино в заброшенной старшей школе. Мэмэ дал ей свою фамилию и имя Синобу (иероглиф «синобу» (яп. 忍) изображает «сердце» (яп. 心) под «лезвием» (яп. 刃), что является переводом её настоящего имени — Хартандерблейд (англ. Heart-under-blade)). До главы «Пчела Карэн» ни с кем не разговаривала. В главе «Кошка Цубаса» «переселилась» в тень Коёми, и ей больше не нужно пить его кровь, чтобы поддерживать свою жизнь. Может чувствовать эмоции и физическую боль Коёми. В главе «Зомби Маёй» перемещается в прошлое и создаёт альтернативную временну́ю линию, в которой Коёми погиб от рук Ханекавы, одержимой бакэнэко, а Синобу впала в ярость и почти полностью уничтожила человечество. Неразделимо связана с Коёми, передавая ему часть своих способностей вампира. В главе «Доспехи Синобу» рассказывает Коёми историю о том, как она попала в Японию, где выдавала себя за божество и едва не поплатилась за это жизнью. Любит пончики.
В зависимости от запаса сил способна менять облик. До главы «Вампир Коёми», будучи на пике своих возможностей, имела облик 27-летней женщины. Во время основных событий хотя и выглядит, как девочка 8 лет, однако благодаря крови Коёми способна на некоторое время принять прежний взрослый облик.
Сэйю: Маая Сакамото, Ая Хирано (Hyakumonogatari)

## Специалисты
Пятеро человек, будучи студентами университета, являлись членами оккультного клуба, в котором изучали кайи (яп. 怪異), то есть сверхъестественных существ и феномены, порождаемые человеческой верой. Окончив университет, каждый из них стал специалистом по кайи в том или ином роде.
Мэмэ Осино (яп. 忍野 メメ Осино Мэмэ) — мужчина средних лет, живёт в здании заброшенной школы. Является действующим лицом всех глав первого сезона ранобе. Будучи специалистом по призракам и иным паранормальным явлениям помогает Коёми решать его и чужие проблемы, хотя и далеко не бесплатно. Любит рассказывать о различных сверхъестественных случаях, с которыми он сталкивался. Основным слушателем его рассказов является Синобу. Приехал в город с целью стабилизации обстановки вокруг местного храма белой змеи и из-за Синобу, но остался дольше, чем ожидал, потому что привязался к Коёми. Считает, что людям никто не способен помочь, кроме них самих. Имеет привычку никогда не прощаться. Считает себя пацифистом и не прибегает к насилию, за исключением случая с одержимостью Цубасы. При встрече с Коёми обычно произносит фразу: «Ты сегодня какой-то энергичный, случилось что-то хорошее?». Обычно одет в короткие штаны и гавайскую рубашку. Носит на шее перевёрнутый крест и такой же крест в качестве серьги в правом ухе.
Сэйю: Такахиро Сакураи
Дэйсю Кайки (яп. 貝木 泥舟 Кайки Дэйсю:) — мошенник, называющий себя «поддельным экспертом по странностям». Впервые появляется в главе «Пчела Карэн». Всегда одевается в чёрный костюм. Меланхоличен и циничен. Несмотря на истории, в которых он оказывается замешан, по-прежнему утверждает, что не верит в сверхъестественное. Является отличным лгуном и обманывает людей исключительно ради денег. Ненавидит вещи, которые невозможно купить.
Дэйсю является одним из мошенников, обманувших семью Хитаги. Так же виноват в том, что её родители развелись. Приезжает в город, где живёт Хитаги, с целью заработать денег на продаже местным школьникам поддельных амулетов. Из-за одного из этих амулетов и было наложено проклятие на Надэко в главе «Змея Надэко». В главе «Феникс Цукихи» продаёт Ёдзуру информацию о скрытых способностях Цукихи. В прошлом был влюблён в мать Суруги — Тоэ Камбару (в девичестве Тоэ Гаэн) и пообещал защищать её. Именно из-за беспокойства за Суругу соглашается помочь Хитаги разобраться с одержимостью Надэко в главе «Конец Хитаги». В конце этой же главы подвергся нападению обманутым школьником, который смог отследить его по наводке Оги Осино.
Сэйю: Синъитиро Мики
Ёдзуру Кагэнуи (яп. 影縫 余弦 Кагэнуи Ёдзуру) — охотница за монстрами, оммёдзи. Бывшая однокурсница Мэмэ, Дэйсю и Идзуко, однако на год их старше, и в отличие от своих кохаев окончила университет. Обладает огромной физической силой, которую получила в обмен на невозможность наступать на землю. В отличие от Дэйсю и Идзуко она не берёт денег за свою работу, поскольку получает удовольствие от своей охоты. Особенно интересуется бессмертными существами. Впервые появляется в главе «Феникс Цукихи», в которой охотилась за бессмертным фениксом. Признаётся Коёми, что он ей нравится как личность, однако пообещала убить его, если он пойдёт против неё.
Сэйю: Рёко Сираиси
Идзуко Гаэн (яп. 臥煙 伊豆湖 Гаэн Идзуко) — молодая девушка, один из лучших специалистов в сверхъестественном. Является тётей Суруги Камбару. Впервые появляется в главе «Тигр Цубаса» второго сезона. Считается, что она знает абсолютно всё, или во всяком случае больше, чем кто-либо другой. Её знаний хватает для того, чтобы складывалось впечатление, будто она может предсказывать будущее. Сама любит хвастаться своими способностями, повторяя коронную фразу: «Нет ничего, что я не знаю. Я знаю всё». Имеет пять мобильных телефонов, и даёт Коёми номера трёх из них во время событий главы «Время Синобу». В отличие от Мэмэ, который работает за «компенсацию», Дэйсю, который работает за деньги и Ёдзуру, работающей бесплатно, Идзуко в качестве оплаты принимает «дружбу». Другими словами она помогает людям с условием, что в будущем они тоже окажут ей услугу. Она никогда не предупреждает, когда и о чём попросит человека, построив таким образом целую сеть людей, обязанных ей. В главе «Время Синобу» оказала помощь Коёми, взамен на что попросила познакомить её с Суругой, но сохранить тайну об их родстве. Одевается в одежду в стиле хип-хоп. В главе «Смерть Коёми» убивает главного героя мечом Кокороватари.
Сэйю: Сацуки Юкино
Тадацуру Тэори (яп. 手折 正弦 Тэори Тадацуру) — охотник за монстрами. Впервые появляется в главе «Кукла Ёцуги» третьего сезона. Так же как и Ёдзуру, специализируется на бессмертных существах, но если Ёдзуру интересуют те, кто не умирает, то Тадацуру интересуют те, которых нельзя назвать живыми. Одной из таких является Ёцуги. Тадацуру является одним из создателей Ёцуги и хотел завладеть ей, но сама Ёцуги выбрала Ёдзуру в качестве своей оммёдзи. После этого отношения между Ёдзуру и Тадацуру ухудшились. Став отшельником Тадацуру потерял связь с остальными специалистами и вышел за пределы «сети» Идзуко Гаэн. На Тадацуру наложено то же проклятие, что и на Ёдзуру, поэтому он тоже не способен ступать на землю. По словам Ёдзуру, он является опасным, одержимым и очень непредсказуемым человеком. Имя Тадацуру так же является отсылкой к именам Ёдзуру и Ёцуги и в переводе означает «синус».
Сэйю: Такэхито Коясу
Ёцуги Ононоки (яп. 斧乃木 余接 Ононоки Ёцуги) — сикигами Ёдзуру. Главная героиня главы «Кукла Ёцуги». Обращается к себе мужским местоимением «боку» (яп. 僕), а Ёдзуру называет сестрой (яп. お姉さん онэ:-сан). Когда-то была человеком, но после смерти была воскрешена Ёдзуру и некоторыми другими специалистами (в том числе Дэйсю) в качестве цукумогами во время школьного проекта. Имя Ёцуги было придумано и дано ей Дэйсю, который таким образом сковал её волю. В переводе имя Ёцуги означает «котангенс», что является отсылкой к имени Ёдзуру, которое означает «косинус». Право на владение Ёцуги было у всех, воскресивших её, но в итоге все кроме Ёдзуру отказались от этого права, и Ёцуги стала её сикигами. Выступает в качестве боевого партнёра Ёдзуру, поскольку по сути не является человеком и не боится смерти. В конце главы «Феникс Цукихи» сражалась с Синобу, однако была жестоко ею избита до кровавого месива. В главе «Время Синобу» демонстрирует способность к сверхбыстрому перемещению, когда помогает Коёми и Маёй. Имеет весьма необычный бирюзовый цвет волос и глаз. Не проявляет эмоций, разговаривает монотонно, с трудом понимает сарказм и шутки.
Сэйю: Саори Хаями

## Персонажи первого сезона
Цубаса Ханэкава (яп. 羽川 翼 Ханэкава Цубаса) — главная героиня главы «Кошка Цубаса», одноклассница Коёми и староста его класса. За выдающиеся достоинства Арараги с некоторой иронией называет её «старостой всех старост». Является лучшей по успеваемости ученицей школы. Во время событий рассказа «Семья Цубасы» (до начала основных событий серии) становится одержимой бакэнэко — духом-оборотнем кошки. В образе бакэнэко волосы Цубасы окрашиваются в белый цвет, появляются кошачьи уши, движения становятся по-кошачьи ловкими, а речь изобилует «няканьем». С помощью Коёми и Синобу духа удалось изгнать, однако это не решило проблему — из-за постоянных семейных скандалов в канун школьного фестиваля бакэнэко вновь овладел Цубасой. Позднее выясняется, что причина стресса вовсе не в семейных неурядицах, а в том, что Цубаса влюблена в Коёми. Так как бакэнэко стремиться избавить свою хозяйку от стресса, то он планирует убить Коёми. Однако Синобу спасает его и снова на время избавляет Цубасу от стресса при помощи укуса вампира.
Во время событий рассказа «Тигр Цубаса», Цубаса по пути в школу встречает гигантского духа-тигра, умеющего разговаривать. Выясняется, что этот дух также является порождением негативных эмоций Цубасы, и если она не сможет разобраться со своими проблемами, то продолжит создавать кошачьих духов, которые будут всё сильнее. Благодаря Коёми Цубаса разбирается в своих чувствах и принимает всех духов как часть самой себя. Избавившись от стресса, Цубаса избавляется от превращений, однако цвет её волос навсегда остаётся наполовину белым.
Сэйю: Юи Хориэ
Маёй Хатикудзи (яп. 八九寺 真宵 Хатикудзи Маёй) — главная героиня главы «Улитка Маёй», ученица пятого класса начальной школы. После развода родителей отправилась в свой старый дом чтобы поздравить маму с Днём матери и погибла в автомобильной катастрофе. С тех пор её призрак безуспешно пытался найти дорогу домой. По сюжету романа Маёй могут увидеть только те, кто сам не хочет возвращаться в свой дом. В очередной День матери Коёми поссорился со своими родными и отправившись в парк встретил там Маёй. После нескольких безуспешных попыток он и случайно встреченная им по пути Хитаги сумели довести её до места, где когда-то стоял дом её матери. После этого Маёй стала свободным «блуждающим духом» и Коёми стал постоянно встречать её возле своего дома: «раз уж ты меня видишь, можно я тут поблуждаю?». Любит шутки ради на разные лады коверкать фамилию Коёми.
Во время событий рассказа «Зомби Маёй» Коёми при помощи Синобу перемещается по времени на 11 лет назад с целью спасти Маёй. Удачно исполнив задуманное, они возвращаются в настоящее, обнаружив, что мир кишит зомби. Выясняется, что именно благодаря Маёй (в рассказе «Кошка Цубаса») Коёми находит Синобу, а та спасает ему жизнь. В изменённой реальности Маёй жива, а Синобу не спасает Коёми, которого убивает бакэнэко. После смерти Коёми, Синобу (из параллельной реальности) вновь возвращает свои способности вампира и устраивает зомби-апокалипсис, в котором Маёй оказывается одной из выживших. Вернувшись обратно в прошлое Коёми и Синобу возвращают правильный ход событий, а Маёй признаётся, что в некоторой степени рада, что является призраком, потому что так она смогла встретить Коёми. Впоследствии становится божеством храма Белой Змеи вместо Надэко.
Сэйю: Эмири Като
Суруга Камбару (яп. 神原 駿河 Камбару Суруга) — главная героиня главы «Обезьяна Суруга», на один год младше Коёми и Хитаги, учится с ними в одной школе. Звезда школьной баскетбольной команды, была знакома с Хитаги ещё в средней школе. Поступив в старшую школу, она узнала о тайне Хитаги и пыталась помочь ей, но та, как и в случае с Коёми, отвергла её попытки. Узнав о том, что Хитаги и Коёми начали встречаться, начинает его преследовать и однажды объявляет Коёми, что является лесбиянкой, фетишисткой, что давно влюблена в Хитаги и не собирается ему её уступать. В наследство от матери ей достался магический артефакт — «обезьянья лапа», который выполняет три желания владельца. Она использовала её, чтобы заполучить Хитаги, попытавшись убить «разлучника», то есть Коёми, но ей это не удалось. После того, как Мэмэ Осино разъяснил девушке, что «обезьянья лапа» на самом деле является рукой демона Рэйни, и за выполнение желания ей придётся заплатить собственной душой, Коёми и Хитаги удалось спасти Суругу от проклятия.
Сэйю: Миюки Савасиро
Надэко Сэнгоку (яп. 千石 撫子 Сэнгоку Надэко) — главная героиня главы «Змея Надэко», ученица средней школы, когда-то бывшая подругой одной из сестёр Коёми и хорошо с ним знакомая. Ревнивая одноклассница наложила на неё проклятие, которое совершенно случайно оказалось настоящим. Пытаясь избавиться от проклятия, Надэко совершила несколько обрядов жертвоприношения в местном храме бога-змеи, убив множество змей. Однако это лишь усугубило проклятие, в результате чего Надэко едва не погибла. Коёми благодаря Мэмэ смог спасти Надэко. По-детски влюблена в Коёми, называет его «братиком» (яп. お兄ちゃん они:-тян).
В главе «Медуза Надэко», во время Хэллоуина, Надэко встречает духа-змея, который утверждает, что является духом одной из змей, которых Надэко убила. Настаивая на искуплении, змей требует у Надэко найти его тело. Как выясняется позже, на самом деле Надэко искала не тело змеи, а талисман, в котором заключена сила бога-змеи, и который хранился дома у Коёми. Достав талисман, Надэко обрела огромную силу, объявила себя божеством и поселилась в храме белой змеи. В образе бога Надэко представлена в качестве антагониста главы «Конец Хитаги». Становится одержимой (подобно архетипу яндэрэ или янгирэ) и желает убить Коёми, Хитаги, Синобу, а по возможности и остальных друзей и знакомых Хитаги. Благодаря Дэйсю, Надэко всё же отказывается от своей силы ради возможности жить обычной человеческой жизнью и заниматься любимым делом (рисованием манги). После пережитого была помещена родителями в психиатрическую клинику, по выходу из которой начала рисовать мангу вместе с сёстрами Арараги.
Сэйю: Кана Ханадзава
Карэн Арараги (яп. 阿良々木 火憐 Арараги Карэн) — главная героиня главы «Пчела Карэн», младшая сестра Коёми. Спортивная девушка со вспыльчивым характером, любит проводить много времени на улице в поиске интересных занятий. Несмотря на то, что младше Коёми, выше его ростом. Называет себя защитницей справедливости и вместе с Цукихи «сражается со злом», из-за чего стали известны в средней школе как «Огненные сёстры» (яп. ファイヤーシスターズ Файя: Сисута:дзу) (к тому же в обоих именах сестёр содержится иероглиф «огонь» (яп. 火)).
Однажды узнаёт о мошеннике Дэйсю Кайки и не обдумав действия попыталась противостоять ему, в результате чего была ужалена пчелой и слегла с ужасной лихорадкой. Как выяснилось позже, лихорадка была не настоящей и сама прошла спустя 3 дня. Тайно влюблена в своего брата. Встречается с парнем, имеющим сильное внешнее сходство с Коёми.
Сэйю: Эри Китамура
Цукихи Арараги (яп. 阿良々木 月火 Арараги Цукихи) — главная героиня главы «Феникс Цукихи», младшая сестра Коёми и Карэн. В отличие от сестры имеет спокойный характер и предпочитает домашнее времяпровождение, однако всё-равно участвует в большинстве затей Карэн. Является на самом деле реинкарнацией феникса, который вселился в её тело ещё в утробе матери. Таким образом Цукихи обрела ускоренную регенерацию и бессмертие (за исключением смерти от старости). В детстве упала со здания во время очередных выходок вместе с Карэн, после чего была госпитализирована с многочисленными травмами. Не знает о своей силе и не обратила внимание, что со временем на её теле не осталось даже шрамов. Из-за ускоренной регенерации Цукихи обладает ускоренным ростом волос, поэтому любит постоянно менять причёски.
Встретившись с Ёдзуру, Коёми узнаёт о способностях Цукихи, после чего признаётся, что из своих сестёр он скорее боится именно её, а не Карэн, которая значительно сильнее физически, что обусловлено более сложным и непредсказуемым характером Цукихи. Разница в возрасте Цукихи и Карэн необычна и составляет всего несколько месяцев. Сёстры являются близнецами и должны были родиться в один день, но из-за феникса Цукихи родилась значительно позже.
Сэйю: Юка Игути

### Охотники на вампиров
Трое охотников, являющиеся главными антагонистами главы «Вампир Коёми». Их целью была Киссшот, и в результате им удалось похитить её конечности. В попытке украсть её бессмертие сражаются с Коёми.
Драматург (яп. ドラマツルギー Дорамацуруги:) — вампир, похитивший правую ногу Киссшот. Мускулистый мужчина ростом более 2 метров. Серьёзен, сосредоточен и расчётлив. Как и другие вампиры, способен трансформировать своё тело, что и использует в сражении с Коёми. Почувствовав, что уступает Коёми в силе и скорости регенерации, сдаётся и возвращает ногу.
Сэйю: Масаси Эбара
Эпизод (яп. エピソード Эписо:до) — полу-вампир. Похитил левую ногу Киссшот. Ненавидит чистокровных вампиров из-за пренебрежительного отношения к полукровкам. Во время сражения Коёми и Эпизода на школьной спортивной площадке, их случайно застаёт Цубаса, которая искала Коёми, чтобы вернуть ему телефон. Увидев Цубасу, Эпизод бросает в неё гигантский крест, едва не убив. Коёми спасает Цубасу, пролив на неё свою кровь. Позднее в главе «Тигр Цубаса» Цубаса снова встречается с Эпизодом, заявившим, что по некоторым причинам сейчас работает вместе с Идзуко Гаэн (вероятно, будучи одним из многочисленных её должников). По собственному заявлению Эпизоду всего шесть лет, несмотря на его взрослый вид, что является результатом его вампирических способностей.
Сэйю: Мию Ирино
Палач (яп. ギロチンカッター Гиротинкатта:, англ. Guillotine Cutter) — человек без каких-либо сверхъестественных способностей, считающийся однако самым опасным из всей троицы охотников. Похитил обе руки Киссшот. Является архиепископом своей собственной религии, основанной на христианстве, с поправкой на то, что он сам считает себя божеством. Компенсирует недостаток физической силы хитростью. В сражении с Коёми берёт в заложники Цубасу, требуя, чтобы Коёми признал поражение. В желании спасти Цубасу Коёми впадает в ярость и едва не убивает Палача. После возвращения обеих рук и полного восстановления сил Киссшот предпринимает ещё одну попытку убить её, но сам погибает, а его труп съедает Киссшот.
Сэйю: Хотю Оцука

## Персонажи второго сезона
Оги Осино (яп. 忍野 扇 Осино О:ги) — загадочный персонаж неопределённого пола (в зависимости от эпизода был представлен и как юноша, и как девушка) с чёрными глазами, заявляющий, что является племянником(-ей) Мэмэ Осино. По заявлению Дэйсю, у Мэмэ не было ни братьев, ни сестёр, из-за чего правдивость слов Оги под сомнением. Является инициатором событий главы «Медуза Надэко», подтолкнув Надэко к тому, чтобы объединиться с богом-змеёй. Также устроил покушение на Дэйсю в конце главы «Конец Хитаги», рассказав его недоброжелателям его местоположение. В главе «Демон Суруга» встречается с Суругой в мужском облике, представившись племянником Мэмэ и назвавшись тем же именем. Также интересен факт, что не находясь в присутствии Оги, никто не может точно вспомнить момент встречи с ней. Главный персонаж глав «Формула Оги» и «Тьма Оги» третьего сезона. Фактически является не человеком, а кайи, порождённым воображением самого Коёми Арараги.
Сэйю: Каори Мидзухаси
Рока Нумати (яп. 沼地 蠟花 Нумати Ро:ка) — бывшая одноклассница Суруги. Героиня главы «Демон Суруга». В младшей школе считалась одной из лучших баскетболисток и постоянно соперничала с Суругой. Однако из-за травмы ноги и ссоры с одноклассниками бросает баскетбол и школу. Обладает злорадным характером и получает удовольствие от чужих бед. Получила известность как человек, который способен избавить от любых страданий, отчего её прозвали Дьяволом. На самом деле она выслушивала чужие проблемы и давала пустые обещания исключительно ради своего удовольствия считая себя «коллекционером несчастий», а известность получила только потому, что проблемы у людей рано или поздно решались сами собой. Свои действия оправдывает тем, что эти пустые обещания не наносят людям никакого вреда. Для того, чтобы людям было комфортнее делиться с ней своими проблемами, передвигается при помощи костылей, изображая травму ноги.
В главе «Демон Суруга» выясняется, что она, как и Суруга, заключила сделку с демоном. Однако, в отличие от Суруги, Рока заменила в своём теле намного больше органов с целью собрать полностью демоническое тело. Также забирает у Суруги и её обезьянью руку. Как окажется вскоре она покончила жизнь самоубийством 3 года назад. Суруга предлагает сыграть в баскетбол, где ставкой будут все части тела демона и побеждает, после чего Рока исчезает оставив от себя лишь части демона и одолженную обувь.
Сэйю: Кана Асуми
Сэу Хигаса (яп. 日傘 星雨 Хигаса Сэ:у) — партнёр по баскетбольной команде Суруги. Впервые появляется в главе «Демон Суруга» в качестве эпизодического персонажа. Становится капитаном после того, как Суруга уходит из команды. Снова появляется в пятом сезоне в главе «Мастерство Синобу».
Сэйю: Ёко Хикаса

## Персонажи третьего сезона
Содати Ойкура (яп. 老倉 育 Ойкура Содати) — бывшая одноклассница Коёми и Хитаги. Героиня глав «Загадка Содати» и «Потеря Содати». Являлась старостой класса, обожает математику и считает её настоящим искусством. Презирает Коёми по неизвестной причине, однако он ошибочно полагает, что причиной этому является зависть к математическим способностям Коёми (он был единственным, кто всегда получал больше баллов по математике, чем Содати). Содати мечтала стать «Эйлером» своего класса, получила лишь прозвище «сколько?» (яп. お幾ら о-икура).
В главе «Формула Оги» Коёми вспоминает события с участием Содати. На тесте по математике обнаружился чрезвычайно большой разрыв между результатами математического клуба и остальных учеников, что свидетельствовало о распространении среди участников клуба правильных ответов. Содати организовала собрание класса для поиска виновника, а Коёми назначила судьёй, так как он единственный набрал 100 баллов. Однако в ходе дискуссии виновника среди класса найти не удалось, после чего все обвинили саму Содати. Коёми знал, что она невиновна, но никак не смог этому помешать, и Содати бросила школу на два года.
Сэйю: Марина Иноуэ
Сэйсиро Сисируи (яп. 死屍累 生死郎 Сисируи Сэйсиро:) — вампир, первый слуга Киссшот. Является первым владельцем мечей Кокороватари и Юмэватари, известен как «первый охотник на кайи». Упоминается в главе «Время Синобу». Встречает Киссшот в деревне, в которой она в то время играла роль божества. Вместе с ней он охранял деревню от сверхъестественного, но погиб вместе с другими жителями деревни, пытаясь спастись от куроями (яп. 暗闇, «темнота»). Киссшот пытается спасти Сэйсиро и сбежать из деревни, но куроями успевает его поглотить, оставив только руку. При помощи этой руки Киссшот удаётся воскресить Сэёсиро в качестве вампира-слуги, однако будучи охотником на кайи, он не приемлет этого и в итоге совершает самоубийство, сгорев на солнце.
В главе «Доспехи Синобу» выясняется, что попытка его самоубийства была неудачной. И хотя на регенерацию ушло около четырёхсот лет, он полностью восстанавливается за 15 лет до начала событий серии. Пытаясь вернуть расположение Киссшот (носившей к тому времени имя Синобу), сражается с Коёми и терпит поражение, после чего был съеден Синобу, дабы наверняка не возродиться в будущем.
Сэйю: Рикия Кояма, Хироси Камия

## Персонажи четвёртого сезона
Дэстопия Виртуосо Суицидмастер (яп. デストピア・ヴィルトゥオーゾ・スーサイドマスター, англ. Deathtopia Virtuoso Suicide-Master) — высший вампир, одна из самых долгоживущих представителей своего вида. Главная героиня и рассказчик главы «Приятного аппетита Ацерола». Единственный истинный вампир серии, не бывший никогда человеком. Как и большинство остальных кайи, является порождением людских мифов и легенд. За 600 лет до основной сюжетной линии была порождёна ненавистью жителей королевства, угнетаемых королём, который был прозван за свою кровавость «Королём трупов». В результате король был изгнан из замка, который заняла Дэстопия.
Дэстопия породила множество слуг, которым давала абсурдно длинные имена, подобные её собственному. Одной из её слуг стала девушка по имени Ацерола, добровольно ставшая вампиром, чтобы снять с себя проклятие. После обращения ей было даровано имя Киссшот Ацеролаорион Хартандерблейд.
Тропикалеск Хоумэвэйв Догстрингс (яп. トロピカレスク・ホームアヴェイヴ・ドッグストリングス, англ. Tropicalesque Home-A-Wave Dog-Strings) — один из слуг Дэстопии. Персонаж главы «Приятного аппетита Ацерола». Верен своей хозяйке, но нетерпим к Ацероле. Пытаясь её убить, погибает сам, будучи разорван на куски.

### Отдел слухов
Дзэнка Суо (яп. 周防 全歌 Суо: Дзэнка) — 26-летняя полурусалка. Главная героиня главы «Русалка Дзэнка». Приобрела способности, когда была на грани смерти и съела плоть русалки, чтобы спастись. Фактически бессмертна. Выглядит как обычный человек, но превращается в русалку, когда намокает. Помогает Коёми расследовать дело об утонувшем человеке.
Нодзоми Кидзасима (яп. 兆間 臨 Кидзасима Нодзоми) — девочка, являющаяся на самом деле големом. Главная героиня главы «Голем Нодзоми». Погибла в детстве, но её душа была заточена в глиняном големе дедушкой и бабушкой. На самом деле ей должно уже быть 29 лет, но её облик не меняется с момента смерти. Бессмертна. Помогает Коёми расследовать дело о нападении камаитати на студентов школы Наоэцу.
Митомэ Сайдзаки (яп. 再埼 認 Сайдзаки Митомэ) — вервульф, потомок древнего рода оборотней. Главная героиня главы «Волк Митомэ». Способна контролировать собственные превращения. Является отличным бойцом, но при этом выделяется и интеллектом. Работала телохранителем Цубасы.
Цудзура Кога (яп. 甲賀 葛 Ко:га Цудзура) — начальник Отдела Слухов. Главная героиня главы «Человек Цудзура».

## Персонажи пятого сезона
Мэнико Хамукай (яп. 食飼 命日子 Хамукай Мэнико) — студентка национального университета Манасэ.

## Прочие персонажи
Како (яп. 苛虎) — кайи в образе гигантского белого тигра, являющийся воплощением зависти Цубасы. Персонаж главы «Тигр Цубаса».
Сэйю: Мицуки Сайга
Кутинава (яп. 蛇繩) — божество в виде белой змеи. Появляется в главе «Змея Надэко». Убеждает Надэко в том, что она должна искупить свои грехи за убитых змей в храме, и манипулирует ей. Позже становится ясно, что на самом деле Кутинава является кайи, порождённым воображением Надэко.
Сэйю: Ёдзи Уэда
Тооэ Камбару (яп. 神原 遠江 Камбару Тооэ) (в девичестве Тооэ Гаэн (яп. 臥煙 遠江 Гаэн Тооэ)) — сестра Идзуко Гаэн и мать Суруги. Уже после рождения Суруги вместе с мужем сбегает из семьи из-за того, что семья Камбару была против их отношений. Вместе с мужем погибает в результате несчастного случая.
Сэйю: Митико Нэя
Сасаябу (яп. 笹薮) — учитель в средней школе Нанахякуити (яп. 漆佰壱). Персонаж главы «Медуза Надэко». Классный руководитель класса 2-2, в котором учится Надэко Сэнгоку. Безуспешно пытается помочь решить проблемы школьников, обманутых Кайки, в том числе и Надэко.
Сэйю: Кэн Нарита
Комити Тэцудзё (яп. 鉄条 径 Тэцудзё: Комити) — учитель математики в старшей школе Наоэцу. Была классным руководителем класса 1-3, в котором на тот момент учились Коёми, Хитаги и Содати. Организовала дополнительные занятия по математике, участникам которых позволила заранее подготовиться к итоговой контрольной, что привело к событиям главы «Формула Оги».
Мидзудори (яп. 瑞鳥) — парень Карэн.
Росокудзава (яп. 蠟燭澤 Ро:сокудзава) — парень Цукихи.